# Isola di Helland-Hansen
L'isola di Helland-Hansen (in russo Остров Гелланд-Гансена, ostrov Gelland-Gansena) è un'isola russa bagnata dal mare di Kara.
Amministrativamente fa parte del distretto di Tajmyr del Territorio di Krasnojarsk, nel Circondario federale della Siberia.

## Geografia
L'isola è situata 3 km a nord-ovest della costa settentrionale della penisola del Tajmyr compresa tra i fiumi Pachra e Bochotnyj. Fa parte della Riserva naturale del Grande Artico.
È una isola di forma irregolare allungata, che misura circa 2,4 km di lunghezza e 750 m di larghezza. Il punto più alto è di 23 m s.l.m.
Prende il nome dall'oceanografo norvegese Bjørn Helland-Hansen, che pubblicò insieme a Fridtjof Nansen una monografia sull'interazione tra correnti marine e condizioni climatiche al largo delle coste norvegesi.

## Isole adiacenti
- Isole di Heiberg (острова Гейберга, ostrova Gejberga), a nord-ovest.
- Isola Pervomajskij (остров Первомайский, ostrov Pervomajskij), 7,5 km[1] a sud-ovest, insieme ad altre isole senza nome e di varie dimensioni nella baia della Tessema.
- Un gruppetto di isole senza nome si trova 7 km[1] a nord-est, alla foce del fiume Kratnaja.